# Aplysinopsis schmidti
Aplysinopsis schmidti är en svampdjursart som beskrevs av Marenzeller 1877. Aplysinopsis schmidti ingår i släktet Aplysinopsis och familjen Thorectidae. Inga underarter finns listade i Catalogue of Life.